# Naengmyeon
Naengmyeon betekent letterlijk koude noedels in het Koreaans en is een gerecht dat zijn oorsprong vindt in Noord-Korea. Oorspronkelijk was het een winterdelicatesse, maar is nu ook razend populair als zomergerecht. Het gerecht bestaat uit lange, dunne noedels in een grote kom met koud water gemixt met dun-gesneden groenten, nashi peer en vaak ook een gekookt ei of een koud stuk rundvlees. Het is niet ongewoon om ijsklontjes tegen te komen in de kom. Pittige mosterd en azijn maken het geheel af en worden door de gasten zelf toegevoegd.
Omdat de noedelslierten lang, taai en kleverig zijn, worden de noedels vaak met een schaar aan stukken geknipt.

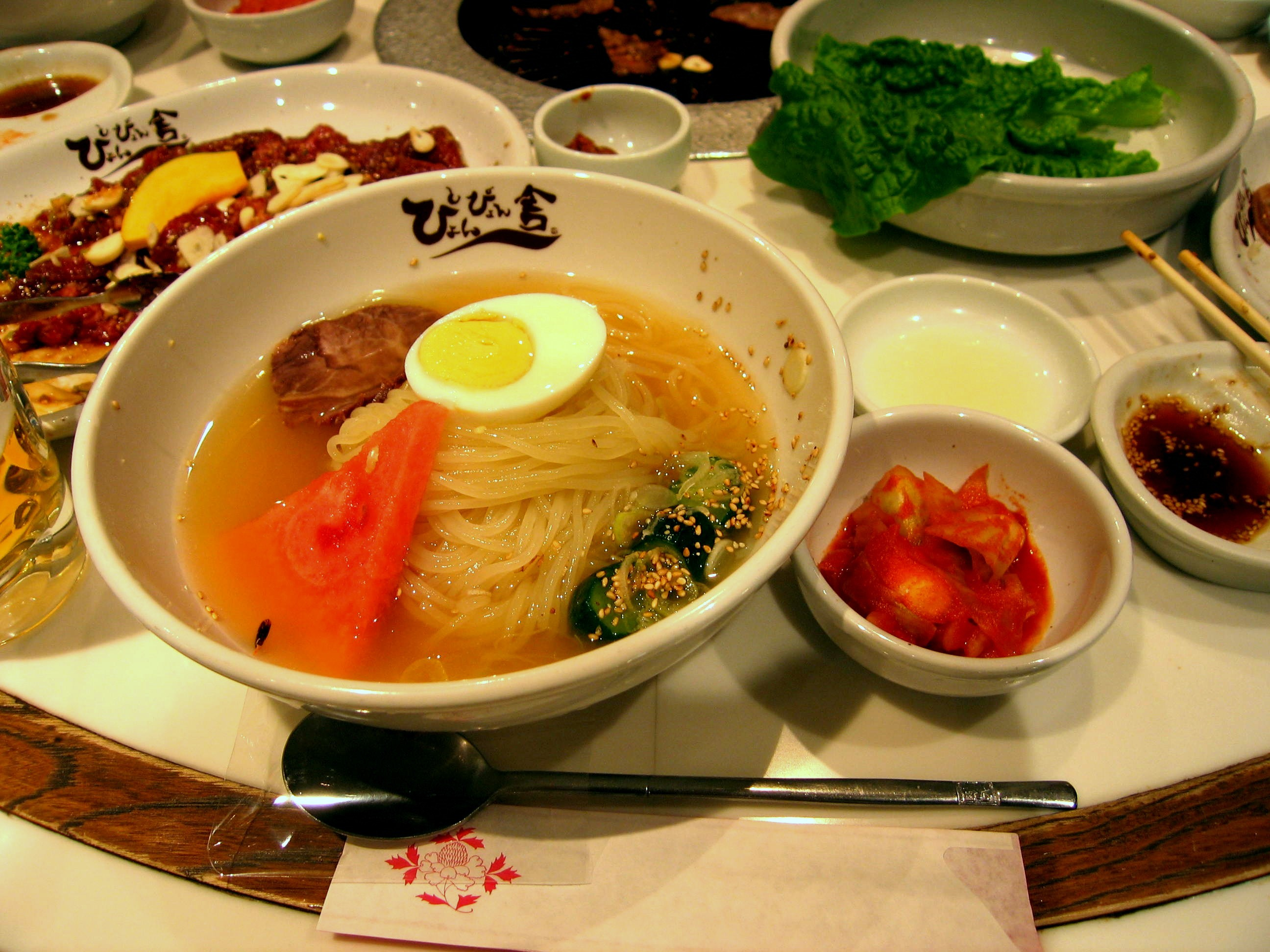
Japanse Morioka-Reimen

## Variaties
Er bestaan twee hoofdvariaties van het gerecht, namelijk mul naengmyeon (물 냉면, mul betekent water) en bibim naengmyeon (비빔 냉면, bibim betekent gemixt). Bibim naengmyeon wordt geserveerd met een saus op basis van gochujang en is scherper van smaak.

De Noord-Koreaanse steden Pyongyang en Hamhŭng staan bekend als de plaatsen waar de twee hoofdvariaties zouden zijn ontstaan.
Meer kleinere variaties bestaan, waarbij de basis van het gerecht hetzelfde is, maar gevarieerd wordt met de gebruikte groenten.